# Leopold Döhner
Leopold Döhner (* 5. November 1932 in Landsberg O.S., Provinz Oberschlesien; † 20. Mai 2021 in Greifswald) war ein deutscher Virologe und Hochschulprofessor an der Universität Greifswald in Mecklenburg-Vorpommern.

## Leben
Leopold Döhner wurde als Sohn des Elektromeisters Heinrich Döhner und seiner Ehefrau Bronislawa, geb. Paprotny, in Landsberg O.S. geboren. Nach seinem Abitur studierte er an der Universität Leipzig, an der er auch 1956 promovierte.
1975 übernahm Döhner die Leitung des Institutes für Medizinische Mikrobiologie in Greifswald bis zu seiner Auflösung 1992. 1975 wurde er als Professor für medizinische Mikrobiologie an die Universität Greifswald berufen.
In einem Beitrag im Fachlexikon ABC Virologie schätzt er bei durch Viren verursachten Atemwegserkrankungen die weltweiten Todesfälle auf 2 Millionen und zählte bereits 1986 zu diesen Viren die Coronaviren.
Von 1987 bis 1992 war Döhner Korrespondierendes Mitglied der Akademie der Wissenschaften der DDR. Döhner war 1990 Gründungsmitglied der Gesellschaft für Virologie (GfK) und gehörte dem ersten Vorstand an.
1993 gründete er die MICROMUN GmbH als Institut für Mikrobiologische Forschung. Er war weiter Mitglied der Leibniz-Sozietät der Wissenschaften zu Berlin.